# (19613) 1999 OX
(19613) 1999 OX est un astéroïde de la ceinture principale d'astéroïdes découvert en 1999.

## Description
(19613) 1999 OX a été découvert le 19 juillet 1999 à l'observatoire Kleť, en République tchèque, en Bohême-du-Sud, par l'Observatoire Kleť.

### Caractéristiques orbitales
L'orbite de cet astéroïde est caractérisée par un demi-grand axe de 2,76 UA, un périhélie de 2,47 UA, une excentricité de 0,10 et une inclinaison de 8,29° par rapport à l'écliptique. Du fait de ces caractéristiques, à savoir un demi-grand axe compris entre 2 et 3,2 UA et un périhélie supérieur à 1,666 UA, il est classé, selon la JPL Small-Body Database, comme objet de la ceinture principale d'astéroïdes.

### Caractéristiques physiques
(19613) 1999 OX a une magnitude absolue (H) de 13,8 et un albédo estimé à 0,170.